# Owstonia nigromarginatus
Owstonia nigromarginatus är en fiskart som först beskrevs av Fourmanoir, 1985.  Owstonia nigromarginatus ingår i släktet Owstonia och familjen Cepolidae. Inga underarter finns listade i Catalogue of Life.